# Holiday Bowl 2019
Match précédent Match suivant
Le Holiday Bowl 2019 est un match de football américain de niveau universitaire joué après la saison régulière de 2019, le 27 décembre 2019 au SDCCU Stadium de San Diego dans l'État de Californie aux États-Unis.
Il s'agit de la 42e édition du Holiday Bowl.
Le match met en présence l'équipe des Trojans de l'USC issue de la Pacific-12 Conference et l'équipe des Hawkeyes de l'Iowa issue de la Big Ten Conference.
Il débute à 17 heures locales et est retransmis à la télévision par Fox Sports 1.
Sponsorisé par la société San Diego County Credit Union (en), le match est officiellement dénommé le San Diego County Credit Union Holiday Bowl 2019.
Iowa remporte le match sur le score de 49 à 24.

## Présentation du match
| Équipes                                                                                      | Conférences | Entraîneurs       | Stats. saison rég. | Classements avant le bowl | Classements avant le bowl | Classements avant le bowl |
| -------------------------------------------------------------------------------------------- | ----------- | ----------------- | ------------------ | ------------------------- | ------------------------- | ------------------------- |
| Équipes                                                                                      | Conférences | Entraîneurs       | Stats. saison rég. | CFP                       | AP                        | Coaches                   |
| Trojans de l'USC                                                                             | PAC-12      | Clay Helton (en)  | 8 - 4              | #22                       | #22                       | #23                       |
| Hawkeyes de l'Iowa                                                                           | B10         | Kirk Ferentz (en) | 9 - 3              | #16                       | #19                       | #19                       |
| - Arbitre : Jerry Magallenes (ACC) - Équipe donnée favorite par les bookmakers : Iowa par 2½ |             |                   |                    |                           |                           |                           |

Il s'agit de la 10e première rencontre entre ces deux équipes, USC menant les statistiques avec 8 victoires contre 2 pour Iowa ;

### Trojans de l'USC
Avec un bilan global en saison régulière de 8 victoires et 4 défaites (7-2 en matchs de conférence), USC est éligible et accepte l'invitation pour participer au Holiday Bowl de 2019.
Ils terminent 2e de la South Division de la Pacific-12 Conference derrière #11Utah. USC a un bilan en saison régulière de 2 victoires pour 3 défaites contre des équipes classées dans le Top-25.
À l'issue de la saison 2019 (bowl non compris), ils seront classés #22 aux classements CFP et AP et #23 au classement Coaches.

C'est leur 3e participation au Holiday  Bowl :
| Saisons | Vainqueurs              | Scores  | Finalistes                 | Bilan     |
| ------- | ----------------------- | ------- | -------------------------- | --------- |
| 2015    | Wisconsin Badgers (9-3) | 23 - 21 | #25 USC Trojans (8-5)      | D : 0 - 1 |
| 2014    | USC Trojans #24 (9-4)   | 45 - 42 | Nebraska Cornhuskers (9-4) | V : 1 - 1 |

| Postes      | Joueurs             | Statistiques                                                      |
| ----------- | ------------------- | ----------------------------------------------------------------- |
| Quarterback | Kedon Slovis (en)   | 260/362 passes réussies pour 3 242 yards, 28 TDs, 9 interceptions |
| Coureur     | Vavae Malepeai      | 97 courses pour 466 yards nets gagnés et 6 TDs                    |
| Receveur    | Michael Pittman Jr. | 95 réceptions pour 1 222 yards et 11 TDs                          |

### Hawkeyes de l'Iowa
Avec un bilan global en saison régulière de 9 victoires et 3 défaites (6-3 en matchs de conférence), Iowa est éligible et accepte l'invitation pour participer au Holiday Bowl de 2019.
Ils terminent 3e de la West Division de la Big Ten Conference derrière #8 Wisconsin et #18 Minnesota. Iowa a un bilan en saison régulière de 1 victoires pour 3 défaites contre des équipes classées dans le Top-25.
À l'issue de la saison 2019 (bowl non compris), ils seront classés #16 au classement CFP et #19aux classements AP et Coaches.

C'est leur 4e apparition à l'Holiday Bowl.
| Saisons | Vainqueurs               | Scores  | Finalistes                   | Bilan         |
| ------- | ------------------------ | ------- | ---------------------------- | ------------- |
| 1991    | Iowa Hawkeyes (10-1-1)   | 13 - 13 | BYU Cougars (7-4-1)          | N : 0 - 1 - 0 |
| 1987    | #18 Iowa Hawkeyes (10-3) | 20 - 19 | Wyoming Cowboys (10-2)       | V : 1 - 1 - 0 |
| 1986    | #19 Iowa Hawkeyes (9-3)  | 39 - 38 | San Diego State Aztecs (8-4) | V : 2 - 1 - 0 |

| Postes      | Joueurs              | Statistiques                                                      |
| ----------- | -------------------- | ----------------------------------------------------------------- |
| Quarterback | Nate Stanley (en)    | 219/372 passes réussies pour 2 738 yards, 14 TDs, 7 interceptions |
| Coureur     | Tyler Goodson        | 116 courses pour 590 yards nets gagnés et 4 TDs                   |
| Receveur    | Ihmir Smith-Marsette | 422 réceptions pour 676 yards et 4 TDs                            |

## Résumé du match
Début du match à  17 h 07, fin à  20 h 45 pour une durée totale de jeu de 03 h 38 min.
Températures de 14 °C, vent de SO de 6 km/h, doux.
| QT            | Temps         | Drive         | Drive         | Drive         | Équipe        | Description de l'action | Score | Score |
| ------------- | ------------- | ------------- | ------------- | ------------- | ------------- | --- | ----- | ----- |
| QT            | Temps         | Jeux          | Yards         | TDP           | Équipe        | Description de l'action | USC   | IOWA  |
| 1             | 08:25         | 10            | 75            | 06:35         | IOWA          | TD à la suite d'une course de 23 yards par WR Tyrone Tracy Jr. + 1 point de conversion par K Keith Duncan                        | 0     | 7     |
| 1             | 04:37         | 9             | 75            | 03:48         | USC           | TD de 4 yards à la suite d'une passe de QB Kedon Slovis vers WR Drake London + 1 point de conversion par K Chase McGrath         | 7     | 7     |
| 2             | 11:22         | 15            | 72            | 08:15         | IOWA          | TD à la suite d'une course de 6 yards par WR Ihmir Smith-Marsette + 1 point de conversion par K Keith Duncan                     | 7     | 14    |
| 2             | 06:03         | 11            | 77            | 05:19         | USC           | TD de 16 yards à la suite d'une passe de QB Kedon Slovis vers RB Vavae Malepeai + 1 point de conversion par K Chase McGrath      | 14    | 14    |
| 2             | 05:48         | 0             | 0             | 00:15         | IOWA          | Retour de kickoff retourné sur 98 yards en TD par WR Ihmir Smith-Marsette + 1 point de conversion par K Keith Duncan             | 14    | 21    |
| 2             | 01:18         | 6             | 52            | 03:07         | IOWA          | TD de 12 yards à la suite d'une passe de QB Nate Stanley vers WR Ihmir Smith-Marsette + 1 point de conversion par K Keith Duncan | 14    | 28    |
| 2             | 00:00         | 11            | 61            | 01:18         | USC           | FG de 32 yards par K Chase McGrath                                                                                               | 17    | 28    |
|               |               |               |               |               |               | |       |       |
| 3             | 13:29         | 4             | 75            | 01:31         | USC           | TD à la suite d'une course de 2 yards par RB Stephen Carr + 1 point de conversion par K Chase McGrath                            | 24    | 28    |
| 3             | 03:54         | 14            | 90            | 07:19         | IOWA          | TD à la suite d'une course de 1 yard par RB Tyler Goodson + 1 point de conversion par K Keith Duncan                             | 24    | 35    |
| 4             | 12:52         | 3             | 6             | 00:54         | IOWA          | TD de 6 yards à la suite d'une passe de QB Nate Stanley vers WR Brandon Smith + 1 point de conversion par K Keith Duncan         | 24    | 42    |
| 4             | 01:43         | 1             | 0             | 00:09         | IOWA          | Interception retournée sur 25 yards par LB Nick Niemann + 1 point de conversion par K Keith Duncan                               | 24    | 52    |
| Score final : | Score final : | Score final : | Score final : | Score final : | Score final : | Score final : | 24    | 49    |

## Statistiques
| Systèmes | Noms                 | Postes | Équipe |
| -------- | -------------------- | ------ | ------ |
| Attaque  | Ihmir Smith-Marsette | WR     | Iowa   |
| Défense  | A. J. Epenesa (en)   | DE     | Iowa   |

| Statistiques                           | Trojans de l'USC                                       | Hawkeyes de l'Iowa                                      |
| -------------------------------------- | ------------------------------------------------------ | ------------------------------------------------------- |
| 1er down                               | 20                                                     | 20                                                      |
| 1er down à la course                   | 4                                                      | 8                                                       |
| 1er down à la passe                    | 14                                                     | 12                                                      |
| 1er down suite pénalité                | 2                                                      | 0                                                       |
| Conversion de 3e down                  | 7/14                                                   | 8/13                                                    |
| Conversion de 4e down                  | 0/0                                                    | 1/1                                                     |
| Jeux–yards                             | 66 jeux pour 356 yards                                 | 63 jeux pour 328 yards                                  |
| Yards à la course                      | 18 courses pour 22 yards (moyenne de 1,2 yards/course) | 35 courses pour 115 yards (moyenne de 3,3 yards/course) |
| Yards à la passe                       | 334                                                    | 213                                                     |
| Passes : Réussies-Tentées-Interceptées | 34/48 passes complétées, 1 interception                | 18/28 passes complétées, 0 interception                 |
| Réussite en zone rouge/chances         | 4/5                                                    | 4/4                                                     |
| TD                                     | 3                                                      | 7                                                       |
| Field Goals                            | 1/2                                                    | 0/0                                                     |
| Sacks (Nombre-Yards)                   | 2 pour 21 yards adverses perdus                        | 4 pour 25 yards adverses perdus                         |
| Fumbles (Nombre/Perdus)                | 3/2                                                    | 2/0                                                     |
| Pénalités (Nombre/Yards perdus)        | 3 pour 21 yards perdus                                 | 4 pour 23 yards perdus                                  |
| Temps de possession                    | 26:36                                                  | 33:24                                                   |

| Trojans de l'USC   |                   |                                                                          |
| Quarterback        | Kedon Slovis (en) | 22/30 passes complétées, 260 yards, 0 interception, 2 TDs, 2 sacks subis |
| Meilleur coureur   | Malepeai Vavae    | 8 courses pour 37 yards nets gagnés, 0 TD, moyenne de 4,6 yards/course   |
| Meilleur receveur  | Amon-Ra St. Brown | 9/10 réceptions pour 163 yards gagnés, 0 TD                              |
| Meilleur tackler   | Hufanga Talano    | 14 tacles dont 8 en solo, 2 TFL (8 yards), 1 sack (7 yards), 1 FF        |
| Hawkeyes de l'Iowa |                   |                                                                          |
| Quarterback        | Nate Stanley (en) | 18/27 passes complétées, 213 yards, 0 interception, 2 TDs, 2 sacks subis |
| Meilleur coureur   | Goodson Tyler     | 18 courses pour 48 yards nets gagnés, 1 TD, moyenne de 2,7 yards/course  |
| Meilleur receveur  | LaPorta Sam       | 6/6 réceptions pour 44 yards gagnés, 0 TD                                |
| Meilleur tackler   | Koerner Jack      | 8 tacles dont 6 en solo, 1 TFL (2 yards)                                 |